# Киљдински бакалар
Киљдински бакалар (Gadus morhua kildinensis) ендемска је подврста бакалара која живи искључиво у маленом језеру Могиљно на острву Киљдин, на северу Мурманске области Русије. Уписана је у Црвену књигу угрожених и ендемских врста Русије. Припада породици бакалара (Gadidae).
Биномијалну номенклатуру подврсте одредио је руски зоолог Константин Дерјугин 1920. године. 

## Станиште
Киљдински бакалар живи у акваторији маленог меромиктичког језера Могиљно које се налази у североисточном делу острва Киљдин у Баренцовом мору. Језеро у ком живи ова врста бакалара специфично је по својој слојевитости воде која се огледа у различитом хемијском саставу појединачних слојева. Језеро је површине свега 0,09 км² и максималне дубине до 17 метара, а станиште киљдинског бакалара налази се у централним слојевима, на дубинама између 4 и 10 метара. Површински део језера је слатководан са салинитетом мањим од 1 ‰, док салинитет на дну износи и до 33 ‰, а у слојевима где обитавају ове рибе салинитет је између 8 и 28 ‰. Бакалар је у језеро доспео пре око 1000 година док је оно било под морем, а након повлачења морске воде одређена популација риба је остала у језеру и еволутивно се прилагодила условима живота у стајаћој вод.
Сам таксон се сматра критично угроженим, а главни разлог је екстремна ограниченост животног ареала. Врста је због неконтролисаног излова и загађења језера била готово пред изумирањем у периоду 1966−1986, а почетком XXI века регистровано је свега неколико десетака примерака у језеру.

## Опис таксона
Први који је детаљно проучавао и описао ову врсту био је руски хидробиолог Константин Дерјугин који је током 1920. спроводио опсежна истраживања на Могиљном језеру.
У односу на атлантски бакалар разликује се првенствено по боји. Доста је светле боје, посебно доњи део који је у потпуности бео, док се са страна налазе крупније смеђе мрље. Младе јединке изгледају доста другачије и готово су идентичне атлантском бакалару.  
Најкрупнији описан примерак имао је дужину од 70 центиметара и масу од око 2,5 килограма. 
Животни век појединачне јединке је око 7 година. Женке достижу полну зрелост са 5−6 година, мушки примерци након 3−4 године. Женке су нешто крупније и расту до пола метра дужине, мужјаци до око 40 цм. Мрешћење траје од априла до јуна и одвија се у централном делу језера на дубинама између 7 и 7,5 метара (где је салинитет око 27 ‰). Игра слободно плива по горњим слојевима језера, а како се младе јединке развијају у сваком јајашцету она постепено долази до горњих слојева језера који су богатији кисеоником.  
Киљдински бакалар храни се углавном мањим животињама из језера − рачићима, изоподама, многочекињастим црвима, биљним комарцима, мањим рибама из породица Gasterosteidae и Pholidae.